# Caracalla
Caracalla (tiếng Latinh: Marcus Aurelius Severus Antoninus Augustus; 4 tháng 4 năm 188 – 8 tháng 4, 217) là Hoàng đế La Mã gốc Berber từ năm 198 đến 217. Là con trai cả của Septimius Severus, ông trị vì cùng với cha mình từ năm 198 cho đến khi Severus qua đời vào năm 211. Sau đó Caracalla cùng trị vì với thứ đệ Geta được ít lâu thì bị ông sát hại cùng năm đấy. Caracalla được nhớ đến như là một trong những hoàng đế có tiếng xấu khó ưa vì các vụ thảm sát và bách hại mà ông cho phép và phát động trên toàn đế quốc.
Triều đại của Caracalla cũng đáng chú ý hơn là về Constitutio Antoniniana (còn gọi là Sắc lệnh Caracalla), cấp quyền công dân La Mã cho tất cả người tự do trên khắp đế chế La Mã, mà theo nhà sử học Cassius Dio đã được thực hiện nhằm mục đích nâng cao doanh thu thuế. Ông còn là một trong những vị hoàng đế đã cho xây dựng một nhà tắm công cộng lớn (thermae) ở kinh thành Roma. Phần còn lại của Nhà tắm Caracalla vẫn là một trong những điểm du lịch chính của thủ đô nước Ý.

## Thiếu thời
Caracalla có gốc lai giữa người Berber và Syria, được sinh ra với ấu danh Lucius Septimius Bassianus ở Lugdunum, Gaul (nay là Lyon, Pháp), con trai của Hoàng đế về sau Septimius Severus và Julia Domna. Năm lên bảy tuổi, tên của ông được đổi thành Marcus Aurelius Septimius Bassianus Antoninus nhằm tạo ra mối liên kết đến gia đình của vị hoàng đế triết gia Marcus Aurelius. Về sau ông được trao tên hiệu Caracalla, có đề cập đến thói quen mặc cái áo dài trùm đầu Gallic hợp mốt của ông.

## Triều đại

### Huynh đệ tương tàn (211)
Cha ông qua đời vào năm 211 tại Eboracum (nay là York) trong khi đang tiến hành chiến dịch quân sự ở miền Bắc nước Anh. Caracalla đã có mặt kịp thời và ngay sau đó liền được binh sĩ suy tôn làm hoàng đế cùng với người em trai Publius Septimius Antoninus Geta. Caracalla đã đình chỉ chiến dịch ở Caledonia và sớm kết thúc tất cả các hoạt động quân sự, khi cả hai anh em muốn trở thành người cai trị duy nhất do đó làm cho mối quan hệ giữa họ ngày càng rạn nứt. Khi họ cố gắng để cùng trị vì đế chế thì cuối cùng đã cân nhắc về việc chia toàn đế chế thành hai nửa lãnh thổ, nhưng bị mẹ của họ thuyết phục không nên làm như vậy.
Sau đó vào tháng 12 năm 211 trong một cuộc họp hòa giải được sắp xếp bởi Julia Domna, Caracalla đã bí mật phái các thành viên của đội Cấm vệ quân Praetorian Guard hết mực trung thành với ông ra tay ám sát Geta, Geta quằn quại hồi lâu rồi chết trong vòng tay của mẹ mình. Caracalla sau đó còn đàn áp và xử tử những người ủng hộ Geta và ra lệnh khắc damnatio memoriae được Viện nguyên lão phê chuẩn nhằm xóa sạch mọi ký ức về Geta.
Hình ảnh của Geta chỉ đơn giản là loại bỏ khỏi tất cả tiền đúc, tranh tượng, để lại một khoảng trống cạnh Caracalla. Trong số những người bị xử tử có người em vợ Fulvia Plautilla của mình, con gái vô danh của mình với Plautilla cùng với anh trai của mình và các thành viên khác trong gia đình của người cha nguyên là cha vợ của Gaius Fulvius Plautianus. Plautianus cũng bị đưa lên đoạn đầu đài với cáo buộc phản bội chống lại hoàng đế Severus vào năm 205.
Vào lúc kế thừa ngôi vị, ông đã ra lệnh giảm giá trị đồng tiền La Mã, độ tinh khiết bạc của denarius giảm từ 56,5% xuống 51,5%, trọng lượng bạc thực tế giảm từ 1,81 gram đến 1,66 gram - mặc dù trọng lượng tổng thể tăng nhẹ. Trong 215 ông đã giới thiệu loại tiền xu antoninianus, một "đôi denarius" có trọng lượng 5,1 gram và có chứa 2,6 gam bạc - độ tinh khiết 52%.

### Thăm viếng các tỉnh
Năm 213, Caracalla đích thân ngự giá đi về phía bắc tới biên giới German để đối phó với bộ lạc Alamanni đã vượt qua phòng tuyến (limes) ở vùng Agri Decumates. Quân đội La Mã đã đánh bại người Alamanni trong trận chiến gần sông Main, nhưng không giành được chiến thắng quyết định. Sau khi đạt được thỏa thuận hòa bình và phải trả một khoản hối lộ lớn cho những kẻ xâm nhập, Viện Nguyên lão đã quyết định ban cho ông danh hiệu hư vô Germanicus Maximus, và còn gọi bằng cái tên họ Alemannicus vào lúc này. Vào năm sau, Caracalla tuần du sang phía đông, Syria và Ai Cập mà chẳng bao giờ quay trở về Roma.
Nhà sử học Gibbon trong tác phẩm của mình đã mô tả Caracalla là "kẻ thù chung của nhân loại". Ông rời thủ đô vào năm 213, khoảng một năm sau cái chết của Geta, và dành phần đời còn lại của triều đại mình tại các tỉnh thành, đặc biệt các tỉnh phương Đông. Ông theo dõi và kiểm soát Viện Nguyên lão và các gia tộc quyền quý khác bằng cách ép buộc họ phải lấy tiền túi của mình ra để xây dựng cung điện, đền đài, nhà hát và những khu vui chơi giải trí trên khắp bờ cõi của đế chế. Thuế mới và nặng nề đã được áp dụng đối với phần lớn dân chúng, lại thêm số gia sản và các khoản sung công nhắm vào những gia đình giàu sang.
Khi dân chúng thành Alexandria nghe những lời khẳng định của Caracalla rằng ông đã giết Geta nhằm tự vệ, họ liền châm biếm chế giễu hành động này cũng như những tham vọng khác của Caracalla. Năm 215, Caracalla đã đáp trả một cách man rợ sự xúc phạm này bằng cách tàn sát các đại biểu của những công dân đứng đầu đã bất ngờ tụ tập trước khi thành phố chào đón hoàng đế tới thăm, rồi sau đó Caracalla đã điều quân đội của ông tới đây một vài ngày để cướp bóc và đốt phá tại Alexandria mà theo sử gia Cassius Dio đã khiến hơn 20.000 người thiệt mạng.

## Chính sách đối nội

### Hòa đồng với quân đội

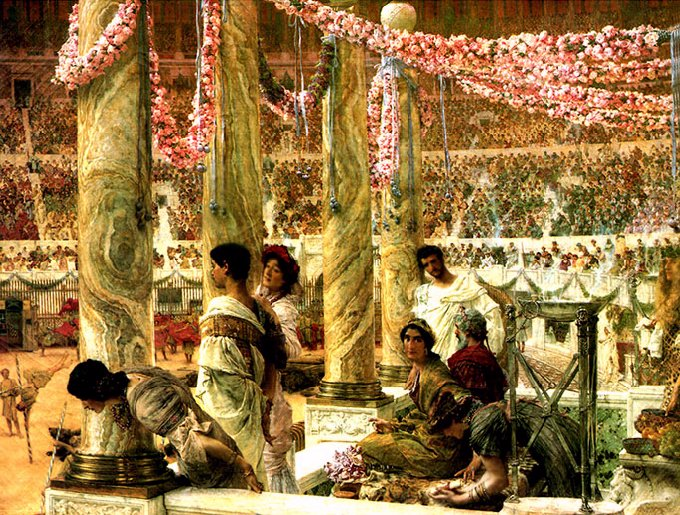
Caracalla và Geta, Lawrence Alma-Tadema (1907).

Trong suốt triều đại của mình khi làm hoàng đế, Caracalla đã tăng lương hàng năm của một người lính lê dương trung bình khoảng 675 denarii và tiêu xài hoang phí nhiều tiền trợ cấp cho quân đội mà ông vừa e ngại và ngưỡng mộ, như lời dặn dò của Septimius Severus với hai anh em ông lúc còn nằm trên giường bệnh rằng nên thường xuyên quan tâm đến binh sĩ và phớt lờ những kẻ khác. Caracalla đã giành được lòng tin của quân đội bằng việc trả lương hào phóng và những cử chỉ rất được lòng họ, như đi bộ hành quân cùng binh sĩ, ăn cùng thức ăn và thậm chí ngay cả việc ông tự mình xay bột mì cùng với họ.
Với binh lính, "Ông ta quên cả những phẩm giá quyền quý cao sang của mình mà khuyến khích những thói quen xấc láo của họ", và theo Gibbon. "Sức mạnh của quân đội, thay vì được xác nhận kỷ luật nghiêm minh trong quân ngũ, đã làm tan chảy đời sống xa hoa của các thành phố."
Để lưu giữ di sản của mình với hậu thế, Caracalla đã ra lệnh xây dựng một trong những thành tựu kiến trúc lớn nhất của Roma là Nhà tắm Caracalla, nhà tắm công cộng lớn thứ 2 từng được xây dựng dưới thời La Mã cổ đại. Phòng chính của nhà tắm còn lớn hơn Vương cung thánh đường Thánh Phêrô, và có thể dễ dàng chứa đến hơn 2.000 công dân La Mã cùng một lúc. Nhà tắm được mở cửa vào năm 216, hoàn chỉnh với các thư viện, phòng riêng và đường đi ngoài trời. Bên trong nó được trang trí rực rỡ với những sàn bằng đá cẩm thạch, cột trụ, khảm và những bức tượng khổng lồ được lợp vàng.

### Sắc lệnh Caracalla (212)

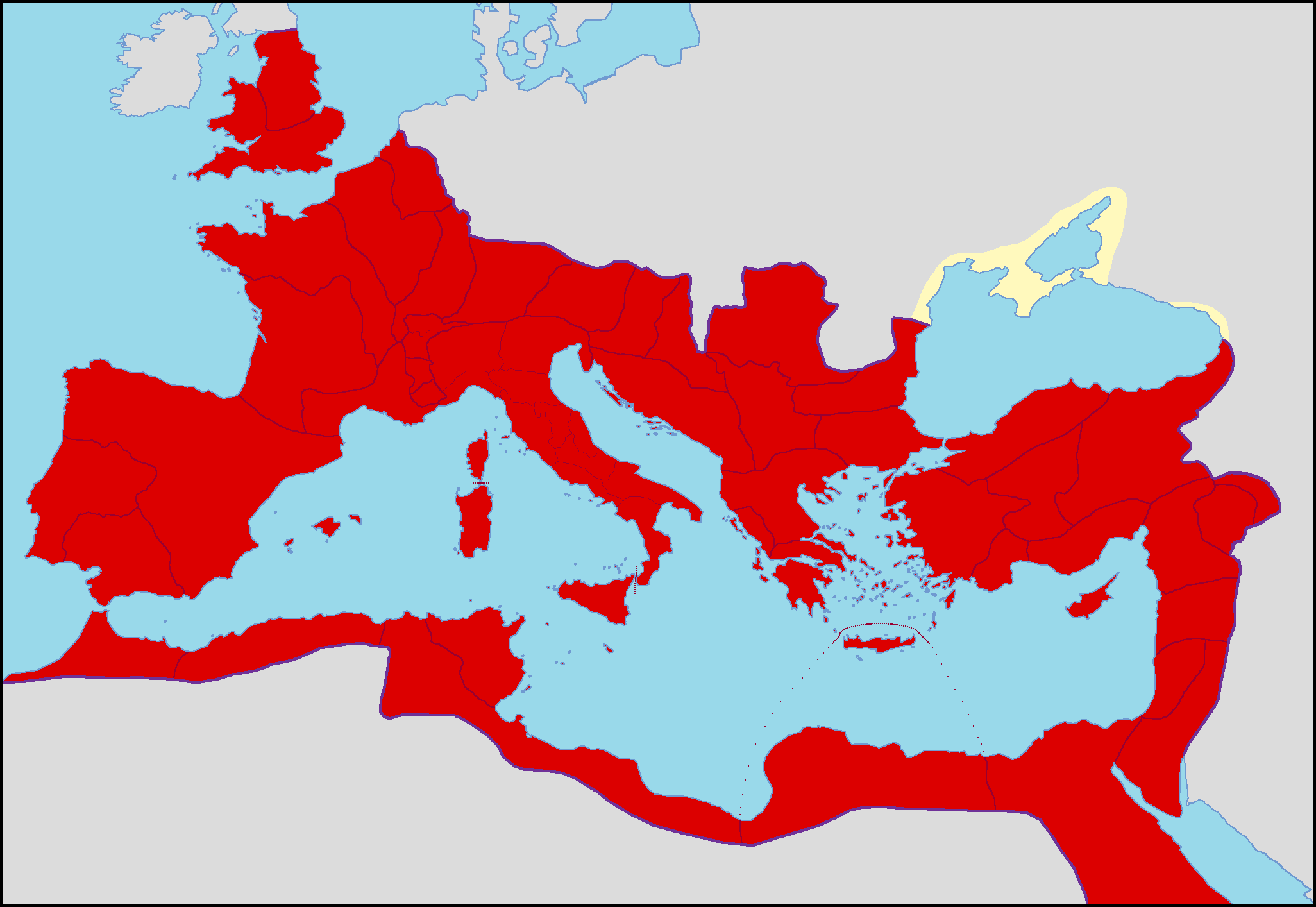
Đế quốc La Mã dưới thời Caracalla vào năm 210.

Constitutio Antoniniana (tiếng Latinh: "Hiến pháp [hay sắc lệnh] Antoninus") (còn gọi là Sắc lệnh Caracalla) là một sắc lệnh được Caracalla ban hành năm 212 tuyên bố rằng tất cả những người tự do trong Đế quốc La Mã đều được trao đầy đủ quyền công dân La Mã và tất cả phụ nữ tự do trong đế chế cũng được trao các quyền lợi như phụ nữ La Mã.
Trước năm 212, phần lớn chỉ có cư dân Ý mới có đầy đủ quyền công dân La Mã. Riêng số thuộc địa của người La Mã được thành lập ở các tỉnh khác gồm người La Mã (hoặc con cháu của họ) sống ở các tỉnh, dân cư các thành phố khác trên toàn đế quốc và một số nhỏ quý tộc địa phương (như các vua của những nước phụ thuộc) cũng có đầy đủ quyền công dân. Ngoài ra cư dân bản địa ở các tỉnh thành thường không phải là công dân, dù nhiều người có quyền công dân Latinh.
Nhà sử học La Mã Cassius Dio cho rằng động lực duy nhất của sắc lệnh là muốn gia tăng thu nhập từ việc đánh thuế cho nhà nước. cùng với sự giảm giá của đồng tiền, việc cần thiết phải chi trả những khoản lương mới ngày càng tăng và tiền trợ cấp dành cho quân đội. Vào lúc đó người nước ngoài không phải trả hầu hết các loại thuế được dành cho những ai có quyền công dân, vì vậy mặc dù Caracalla trên danh nghĩa là dùng để nâng cao địa vị pháp lý của họ, quan trọng hơn là ông đã mở rộng nền tảng thuế má của La Mã. Hiệu quả của việc này là để loại bỏ sự phân biệt quyền công dân có từ hồi thành lập thành Roma và đạo luật như vậy đã tác động sâu sắc đối với kết cấu của xã hội La Mã.

## Chiến tranh với Parthia
Theo sử gia Herodianus, vào năm 216, Caracalla đã lừa gạt người Parthia vào tin tưởng rằng ông sẽ chấp nhận một cuộc hôn nhân và lời đề nghị cầu hòa của họ, nhưng sau đó cô dâu và đoàn khách mời đã bị thảm sát sau buổi hôn lễ. Từ đó các cuộc xung đột và những cuộc đụng độ liên tục mà sử sách thường gọi là cuộc chiến tranh Parthia của Caracalla.

### Bị ám sát (217)
Trong chuyến đi từ Edessa để tiếp tục cuộc chiến với Parthia, Caracalla đã bị Julius Martialis, chỉ huy đội cận vệ của ông ám sát trong khi đi tiểu bên lề đường gần Carrhae vào ngày 8 tháng 4 năm 217 (4 ngày sau sinh nhật thứ 29 của mình). Herodianus nói rằng anh trai của Martialis đã bị Caracalla xử tử một vài ngày trước đó vì lời buộc tội không rõ ràng; riêng Cassius Dio thì lại cho rằng Martialis bất mãn vì không được thăng lên chức centurion. Thế rồi nhân dịp hộ tống hoàng đế, Martialis đã quyết định trút bỏ nỗi oán hận của mình bằng cách chạy về phía trước và giết chết Caracalla với một nhát kiếm duy nhất. Trong khi cố gắng chạy trốn, kẻ ám sát liều lĩnh đã bị một tay cung thủ Scythia trong đội vệ binh bắn chết ngay lập tức. Sau khi ông mất, viên chỉ huy Cấm vệ quân Praetorian Guard Macrinus đã lên kế thừa ngôi vị mà theo Herodianus có lẽ là người chịu trách nhiệm nhất về việc hoàng đế bị ám sát.

## Biệt danh
Theo lời Aurelius Victor trong tác phẩm Epitome de Caesaribus của ông, tên hiệu "Caracalla" đề cập đến một chiếc áo choàng Gallic mà Caracalla ưa thích như là mốt cá nhân, rồi từ đó mới lây lan sang quân đội và triều đình của ông. Cassius Dio và bộ sử Historia Augusta đồng ý rằng biệt danh của ông bắt nguồn từ chiếc áo choàng của mình, nhưng không đề cập đến nguồn gốc xuất xứ của nó.

## Chân dung

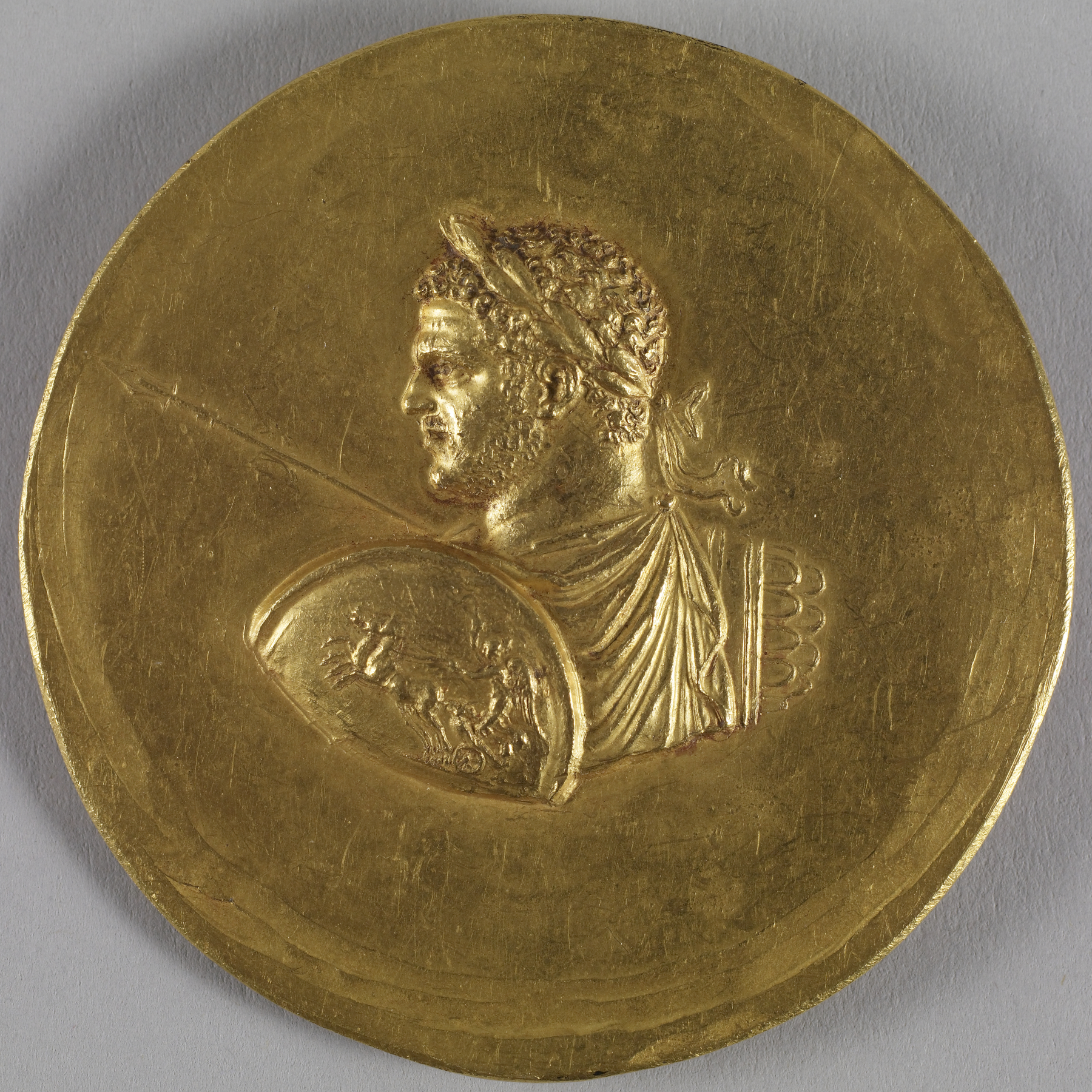
Đồng tiền này minh họa cách thức mô tả điển hình của Caracalla. Bảo tàng Nghệ thuật Walters, Baltimore.

Bức chân dung chính thức của ông khi là vị hoàng đế duy nhất đánh dấu sự đột phá với những hình ảnh khác hẳn vị hoàng đế triết gia tiền nhiệm: mái tóc cắt quá ngắn trông như một người lính, cái nhìn cau mày đầy vẻ khiêu khích cùng dáng điệu thực tế và dọa nạt của ông. Nguyên mẫu mang tính biểu tượng của vị hoàng đế quân nhân vạm vỡ đều được chấp nhận bởi hầu hết các hoàng đế sau này, mà phần lớn đều phụ thuộc vào sự ủng hộ của quân đội để cai trị đế chế, như người kế vị cuối cùng của ông Maximinus Thrax.
Herodianus đã mô tả vóc dáng của Caracalla không cao lớn nhưng lại cường tráng. Ông ưa thích quần áo kiểu German, Caracalla là tên chiếc áo choàng của người Gaul ngắn hợp mốt và ông thường đội một bộ tóc giả màu vàng hoe  Vgl. Cassius Dio 79 (78),9,3: Cassius Di còn nói rằng hoàng đế rất thích phô trương nét mặt "hoang dã" của mình trước quần thần mỗi khi thiết triều.
Theo bộ sử nước Anh Historia Regum Britanniae của Geoffrey xứ Monmouth: Chúng ta có thể thấy cách mà ông ấy muốn dân chúng ngắm nhìn mình qua nhiều bức tượng bán thân và đồng tiền xu còn tồn tại. Hình ảnh của chàng trai trẻ Caracalla khó mà phân biệt được với người em trai Geta. Trên các đồng tiền xu thì ông anh Caracalla được phô bày với hình ảnh của người đoạt giải kể từ khi trở thành Augustus vào năm 197 trong khi Geta thì lại để đầu trần cho đến khi trở thành Augustus vào năm 209. Đặc biệt là từ năm 209 cho đến cái chết của người cha vào tháng 2 năm 211 cả hai anh em đều được thể hiện như những người đàn ông trưởng thành, sẵn sàng tiếp nhận đế chế. Từ lúc người cha qua đời cho đến vụ ám sát Geta vào cuối năm 211, bức chân dung của Caracalla vẫn còn tĩnh với một bộ râu ngắn đầy đủ, trong khi Geta để một bộ râu dài với mái tóc giống như cha mình, một dấu hiệu mạnh mẽ cho nỗ lực để được xem như là người kế thừa "thực sự" cha họ. Vụ sát hại tàn bạo Geta đã khiến cho lời xác nhận về tư cách này trông lỗi thời.

## Vị vua huyền thoại của nước Anh
Geoffrey xứ Monmouth trong bộ huyền sử Lịch sử các vị vua nước Anh đã biến Caracalla trở thành một vị vua nước Anh, có nhắc đến ông bằng tên thực "Bassianus", chứ không phải là biệt danh Caracalla. Trong câu chuyện, sau cái chết của Severus người La Mã đã muốn lập Geta thành vua nước Anh, nhưng người Briton lại thích chọn Bassianus vì ông có mẹ là người Anh. cả hai anh em đã lao vào cuộc chiến huynh đệ tương tàn với kết quả là Geta bại trận bị giết và Bassianus ung dung kế thừa ngôi vị. Ông đã trị vì cho đến khi ông bị đồng minh người Pict phản bội và bị lật đổ bởi Carausius, người mà theo lời Geoffrey thì đó là một người Briton chứ không phải là người Goth như lời khẳng định của nhà sử sau này Menapii.